# Il simpatizzante
Il simpatizzante è il primo romanzo di Viet Thanh Nguyen; scritto nel 2015, ha ricevuto il Premio Pulitzer per la narrativa nel 2016.

## Trama

### Il Capitano
Il libro è scritto nella forma di un flashback che ha come protagonista un ex ufficiale dell'intelligence sud vietnamita.
A raccontare in prima persona è un ex capitano dei servizi di sicurezza sud vietnamita, in realtà una spia sotto copertura dei Vietcong, il cui nome non viene mai rivelato in tutto il romanzo. L'uomo è un "bastardo", nato da un rapporto tra un prete cattolico e una povera ragazza vietnamita. Il prete non ha mai riconosciuto il figlio che ha trattato sempre da estraneo anche quando si è trovato solo con lui durante gli anni trascorsi dal bambino nella scuola cattolica della missione. Il compito di farlo crescere è stato così interamente sopportato dalla madre che ha dovuto privarsi di tutto per garantirgli un futuro.
Negli anni degli studi ha costruito una amicizia esclusiva con due ragazzi, Man, che diventerà il suo superiore in campo Vietcong e Bon che una serie di terribili vicende personali hanno spinto verso il più viscerale anticomunismo.

### Gli ultimi giorni di Saigon
I primi capitoli narrano dei giorni della caduta di Saigon, nella primavera del 1975, con il disperato tentativo di fuga di quanti avevano collaborato con gli americani.
Il Capitano abita a casa del generale della polizia politica di Saigon, che lo ha adottato quasi come fosse un figlio. Con il Generale e Claude, l'agente di collegamento della CIA, gli è affidato il compito di organizzare l'uscita dal paese dei consiglieri più vicini al Generale e delle loro famiglie. Tra episodi di corruzione e il disordine dei giorni della caduta il Capitano deve compilare la lista di chi potrà salire su uno degli ultimi aerei americani in partenza da Saigon. Un compito doloroso perché impone scelte tragiche su chi potrà essere salvato e chi no. Nella lista dei fortunati il Capitano inserisce anche Bon con la moglie e il figlio. Man da parte sua gli ha ordinato di lasciare il paese, convinto che, come spia, sarà più utile alla causa inviando informazioni sulla diaspora.
Mentre i Vietcong sono sempre più vicini a Saigon il gruppo si appresta a partire attraversando per l'ultima volta i luoghi simbolo del potere vietnamita. Il Capitano ripassa la sua vita negli ultimi anni. Essa riflette la sua duplice natura, a cavallo tra il suo essere mezzo occidentale e mezzo orientale. In realtà proprio questo suo essere diviso gli impedirà di potersi completamente integrare e omologare, respinto di volta in volta da ognuna delle parti. Questa sua duplicità gli ha consentito però di costruire e poi di convivere con la sua doppia vita, arrivando a formare due menti distinte. Questa divisione è entrata nel suo profondo, interessando sia il modo di vivere - è affascinato dalla musica e dal modo di vivere occidentale - sia soprattutto il suo modo di vivere la guerra. Da una parte spia dei comunisti e al tempo stesso, come ufficiale dell'intelligence, sotto la guida di Claude, implacabile aguzzino degli agenti del nord arrestati. Le sue operazioni più eclatanti sono state la partecipazione alla tortura di una giovane ragazza che aveva difeso fino alla fine i nomi delle spie comuniste, tra cui l'amico Man e l'interrogatorio dell'Orologiaio, il capo di un'organizzazione incaricata di compiere attentati ai danni dei quadri del Governo sud vietnamita. Su di loro aveva sperimentato, così come su molti altri arrestati, le tecniche di interrogatorio imparate da Claude.
Arrivati all'aeroporto per imbarcarsi, il gruppo di fuggiaschi si trova immerso nel caos di un'umanità in fuga disperata fino a quando, dopo molte ore viene il loro momento di salire su un aereo da trasporto. I Vietcong sono però sempre più vicino e i colpi di mortaio colpiscono la pista. Uno di questi uccide la moglie e la figlia di Bon. Malgrado tutto alla fine l'aereo riesce a decollare e a raggiungere la base di Guam, prima tappa verso gli Stati Uniti.

### La diaspora a Los Angeles
La destinazione finale di gran parte degli evacuati è Los Angeles dove inizia a formarsi una comunità vietnamita composta da ex ufficiali di Saigon. I profughi fanno fatica ad adattarsi alla nuova realtà tra la nostalgia del paese lontano e le esigenze di una vita completamente diversa da quella vissuta nei lunghi anni della guerra. Il Generale con l'aiuto della moglie si incarica di alimentare all'interno della comunità la speranza di un ritorno in patria da vincitori. Il Capitano, grazie alla sua precedente esperienza in un college statunitense, riesce meglio ad adeguarsi alla nuova realtà. Peraltro in America trova molte delle cose da cui è attratto, dalla musica, ai liquori, a costumi molto più aperti che in Asia. Trova un'occupazione come impiegato all'Occidental College dove inizia un relazione con Ms. Mori, una collega nippo-americana con la quale scambia riflessioni sul loro essere a cavallo di due mondi. Continua comunque ad essere il consigliere più fidato del Generale.
Nel frattempo quest'ultimo con il sostegno di alcuni ex ufficiali incomincia a progettare una infiltrazione di guerriglieri in Vietnam. Alla costruzione della rete di cospiratori partecipa anche Claude che continua ad occuparsi della comunità e intesse i legami con un Deputato conservatore disponibile, in cambio di futuri appoggi, a sostenere la causa. Come in ogni comunità che si sente assediata ben presto si fa strada l'idea della presenza di infiltrati al proprio interno. Per fugare ogni possibile dubbio su se stesso e per dimostrare la propria sagacia il Capitano indirizza i sospetti del Generale verso un ex maggiore dell'esercito. Per rimuovere la minaccia il Generale affida a Bon e al Capitano il compito di ucciderlo. I due amici affrontano il maggiore sul vialetto di casa dove Bon gli spara in piena fronte. Il ricordo di quella morte, così come i sensi di colpa, materializzatisi in una sorta del fantasma del maggiore, assilleranno il Capitano da quel momento.

### Il film
Al Capitano capita l'occasione per lasciare per qualche mese la morsa dalla comunità: uno dei grandi autori di Hollywood stava per iniziare la lavorazione di un film che racconta la storia di un villaggio del Vietnam attaccato dai Vietcong. Le scene saranno girate in un set creato nella foresta nelle Filippine e la produzione ha bisogno di un consulente per gestire i rapporti con le comparse e per introdurre dei particolari che rendano più realistica l'esperienza raccontata. Il Capitano accetta l'offerta di collaborazione spinto anche dal Generale: il suo obiettivo è di cercare di valorizzare il ruolo dei vietnamiti all'interno del film. È infatti consapevole che la rappresentazione del Vietnam e della sua gente che verrà data dall'industria culturale occidentale sarà determinante per indirizzare l'opinione pubblica e da questo orientamento alla fine dipenderanno anche le loro speranze di ritorno.
In realtà il "Grande autore" ha una sua precisa idea di come dovrà essere il film per rispondere agli schemi necessari a garantirne il successo al botteghino. Sebbene sia un film su un villaggio vietnamita i contadini sono solo personaggi di contorno e gli unici protagonisti sono i marines che presidiano la zona.
Il Capitano si sforza per conquistare almeno qualche piccolo spazio per raccontare le vicende dei propri connazionali ma si scontra più volte apertamente con il regista.
Il set nella foresta è pronto e le riprese hanno inizio. Il Capitano è attirato dal cimitero del villaggio dove trascorre molto tempo pensando alla madre. Mentre cammina tra le finte tombe che saranno presto distrutte durante le scene finali del film viene colto di sorpresa dall'inizio delle esplosioni. Fugge in mezzo al fuoco e si mette in salvo per miracolo. Si risveglia in un letto di ospedale dove viene raggiunto da un avvocato della produzione che gli offre dei soldi come risarcimento per l'incidente. Pur essendo convinto che l'incidente sia stato procurato volutamente dal "Grande autore" il Capitano contratta un risarcimento di 10.000 dollari per quanto gli è accaduto.

### L'organizzazione della resistenza
Tornato negli Stati Uniti per prima cosa si reca in visita alla vedova del maggiore per offrirle una parte del denaro ricevuto. È un contributo per togliersi un po' di peso dalla coscienza e per aiutare la povera donna a far crescere il figlio. Compiuto questo dovere si precipita da Ms. Mori solo per scoprire che ormai la donna ha avviato una relazione con Sonny, un vietnamita che ha fondato un giornale per la comunità che vive nel sud della California. 
Continuano intanto i preparativi per la spedizione di un piccolo esercito in Vietnam per alimentare una guerriglia contro il nuovo regime. Come ha fatto dal suo arrivo a Los Angeles il Capitano tiene informato Man dello sviluppo degli eventi inviando lettere a un contatto a Parigi. Man impone al Capitano di non partecipare alla spedizione; anche il Generale osteggia la partenza dal momento che preferisce averlo al suo fianco. 
Ferito dall'abbandono di Ms Mori, intreccia una relazione con Lena, la figlia maggiore del Generale che si esibisce come cantante nei nightclub.
La situazione si complica: in una serie di articoli Sonny racconta dei preparativi di azione dei profughi. Il Generale vede in questa iniziativa un pericolo per il suo progetto e affida proprio al Capitano il compito di uccidere il giornalista. 
Quando arriva a casa di Sonny per assolvere al compito che gli è stato affidato il giovane pensa che la visita sia dovuta alla gelosia per la sua relazione con Ms Mori, ma ben presto si accorge che il Capitano invece intende ucciderlo. 
Il giorno seguente il Generale acconsente alla partenza del Capitano con il gruppo di volontari che andrà a combattere in Vietnam. Anche se il Capitano è spaventato di quanto potrà accadergli ha deciso di contravvenire all'ordine di Man per cercare di proteggere Bon, che si è offerto come uno dei primi volontari. Accompagnandoli all'aeroporto il Generale chiama a sé il Capitano per dirgli che ha saputo della relazione con la figlia e che considera il suo comportamento un tradimento della fiducia che gli ha sempre accordato. Gli butta in faccia che comunque non avrebbe mai acconsentito che la figlia si sposasse con un "bastardo".

### L'arresto e il campo di rieducazione
Dopo aver raggiunto un campo di addestramento in Tailandia presso il confine con il Laos, il Capitano e Bon, con un altro gruppo di volontari vengono mandati in missione in Vietnam per una ricognizione. Dopo qualche giorno il gruppo viene però intercettato e i sopravvissuti vengono inviati in un campo di rieducazione.
Il Capitano rimane per un anno in isolamento, durante il quale mette per iscritto la "confessione", il testo che nella finzione è il libro che si sta leggendo. Anche se il Capitano è una spia nord vietnamita, in realtà le esperienze vissute negli Stati Uniti costituiscono un potenziale pericolo che deve essere analizzato con attenzione. 
Nel corso dell'anno trascorso in prigionia ha dovuto più volte riscrivere la sua versione dei fatti spinto dalle insistenze del Comandante che trova molti comportamenti e molte considerazioni espresse nel testo incompatibili con la nuova morale comunista. Il racconto si discosta troppo da quello che, secondo l'interpretazione ideologica, il Comandante si attende di veder scritto. Soprattutto il racconto denuncia un'ostinazione a presentare più punti di vista e una certa ritrosia a uniformarsi e rappresentare solo la visione ortodossa. Fosse stato per lui avrebbe dato parere negativo al percorso di rieducazione del Capitano, spedendolo con gli altri detenuti a lavorare allo sminamento dei sentieri. Ma la sorte del Capitano sembra essere sotto la tutela del Commissario politico del campo.

### La confessione finale
La prima fase della rieducazione si conclude e, sebbene non convinto del risultato raggiunto, il Comandante lascia il prigioniero nelle mani del Commissario politico. Al primo incontro si trova il Capitano di fronte un uomo senza una metà della faccia, ricordo delle bruciature del napalm. Il Commissario si rivela essere Man, che spiega all'amico di essere arrivato al campo per sottrarre la vista del suo corpo devastato alla famiglia e al tempo stesso per cercare di proteggere i suoi amici.
Subito dopo l'incontro il Capitano viene portato in una stanza, legato e incappucciato. Trascorre così un tempo interminabile, cercando di capire il motivo per cui Man avesse deciso di sottoporlo a questo destino. A tormentarlo sono anche i fantasmi del maggiore e di Sonny che gli appaiono per sbeffeggiarlo per la sua sorte.
Una giovane guardia gli impedisce di dormire colpendolo tutte le volte che arriva sul punto di addormentarsi. Solo dopo molto tempo riceve la visita di Man che gli spiega che lo ha sottoposto a questo trattamento solo per proteggerlo, sottraendolo dalle mani del Comandante.
Il prigioniero dovrà però completare la propria confessione per dimostrare il suo completo recupero alla causa del popolo. Per questo è chiamato a ricordare qualcosa che non ha ancora confessato. Il Capitano non riesce a capire ciò che gli viene chiesto e per questo le privazioni sensoriali vengono accentuate. Il Commissario gli ricorda che lui stesso ha più volte fatto riferimento nella confessione scritta alla sua partecipazione all'interrogatorio della guerrigliera che custodiva i nomi delle spie, senza però spiegare quale fossa stata la sua fine. Rivangando nel suo passato il Capitano ricorda lo stupro a cui era stata sottoposta la donna e si rende conto di essere colpevole di non aver fatto nulla per aiutarla.
Terminata la confessione Man gli comunica che manca ancora un pezzo all'epilogo finale. Avrebbe dovuto rispondere alla domanda “Che cosa c’è di più prezioso dell’indipendenza e della libertà?” Il Capitano sente di conoscere la risposta ma non riesce malgrado gli sforzi a focalizzarla e per questo è destinato a continuare nel trattamento. Sempre di più il tormento porta il prigioniero a sentire la sua mente staccarsi ed estraniarsi dal corpo mentre procede in un percorso a ritroso nella sua vita fino al momento della nascita finché la risposta gli venne spontanea: "niente"

### Epilogo
Con quella risposta la rieducazione viene considerata conclusa e il Capitano viene affidato al medico del campo per ricevere le cure necessarie. Col tempo le forze del prigioniero si ristabiliscono anche se tutti scambiano il suo comportamento come un segnale di un qualche disturbo mentale. Solo Man è consapevole del percorso che il Capitano ha compiuto e andandolo a trovare gli consegna copia della sua confessione mentre riceve la richiesta di avere della carta. Il Capitano è deciso di aggiungere allo storia che ha scritto il racconto dei giorni della prigionia.
Dopo altro tempo Man si presenta al Capitano per informarlo di aver corrotto una serie di ufficiali, compreso il Comandante del campo, per comprare la fuga in Occidente di Bon e del Capitano. Il piano prevede che raggiungano un cugino di Bon a Saigon che ha già tentato due volte di fuggire dal paese. Questa volta sarà più facile perché lui ha corrotto quanti potrebbero impedire la fuga. Il Capitano sa che non avrà più occasione per vedersi con Man.
Nei giorni seguenti il Capitano ha occasione di riflettere sulle conclusioni a cui è giunto. Si rende conto che la frase che gli è stata sottoposta può essere a questo punto riformulata come “di più prezioso dell’indipendenza e della libertà c’è il niente!”. E questo lo porta ad esprimere un giudizio definitivo sulla sua esperienza politica. Non si sarebbe mai immaginato che “una rivoluzione fatta nel nome dell’indipendenza e della libertà potesse creare le condizioni perché quei due stessi ideali valessero meno di niente.”
Alla fine viene il momento di lasciare il campo e per la prima volta dopo la loro cattura rivede Bon. I due amici salgono su un camion e dopo giorni di un viaggio massacrante arrivano a Saigon. Dopo due mesi di attesa durante i quali il Capitano completa il suo scritto, possono imbarcarsi con altri cento connazionali in fuga nascosti nel sottofondo di una barca diventando anch'essi dei boat people.
Il racconto si conclude con l'ultima frase che il Capitano aggiunge al suo manoscritto: "Noi sopravviveremo!"